# Georg Aunpekh von Peurbach
Georg Aunpekh von Peurbach (Peurbach, Puerbach, Peuerbach, Peurbhach, Purbach), avstrijski matematik in astronom, * 30. maj 1423, Peuerbach (Puerbach, Peurbach) pri Dunaju, Avstrija, † 8. april 1461, Dunaj.

## Življenje in delo
Peurbach je leta 1446 diplomiral na Dunaju. Po magisteriju leta 1453 je bil profesor astronomije v Ferrari, Bologni in Padovi in pozneje na Dunaju. Na Univerzi na Dunaju je tolmačil Vergila, Horaca in Juvenala.
Prvi v Evropi je uporabljal trigonomentrično funkcijo sinus in je prvi sestavil trigonometrične tabele za vrednosti sinusov, ki jih je pozneje razširil njegov učenec Regiomontan. V svojih matematičnih tabelah je navajal za približek števila π Ptolemejevo vrednost 377/120. Pri tem je sumil, da ima π »točno« vrednost, kar pomeni, da je dvomil v to, da lahko π predstavimo v obliki končnega ulomka.
S poučevanjem in astronomijo si je hotel služiti vsakdanji kruh, toda stradal je in nujno padal v dolgove. Astrološko praznoverje mu je slednjič pomagalo, da so postali njegovi meceni cesar, kralj Češke in Ogrske Matija I. Korvin, tirolski vojvoda in škof iz Velikega Varadina.
Leta 1456 je opazoval Halleyjev komet. Z Regiomontanom sta 3. septembra 1457 opazovala Lunin mrk. Iz svojih opazovanj je sestavil tabele mrkov Tabulae ecclipsium.
Napisal je delo Nova teorija planetov (Theoricae novae planetarum), ki ga je leta 1472 objavil Regiomontan in je doživelo 56 latinskih, eno italijansko, eno špansko, eno jidiš in štiri francoske izdaje. Nasprotno od starejših grških astronomov in Ptolemeja ni izhajal od opazovanj. Poskušal je pojasniti same oblike gibanja planetov in na novo utemeljiti staro domnevo, da so nebesne krogle resnične. Kopernikov učitelj Brudzewski je leta 1483 v svojem krakovskem predavanju tolmačil Peurbachovo knjigo in opozoril, kakor pozneje Reinhold, zlasti na ovalne krožne poti Merkurja in Lune. Peurbach je bil prvi evropski astronom, ki je uporabil trigonometrijo. Peurbach in Regiomontan sta tudi prva prišla na misel, da bi opisala nebo kot časovno merilo. Iz njegovih gibanj sta določala prave čase svojih opazovanj. Tedaj še nista imela natančnih ur. Peurbach je tudi prvi pri sončni uri upošteval magnetno deklinacijo, saj je ugotovil, da črta poldneva ne ustreza črti magnetnega tečaja. Pozneje so preskušali s pomočjo njunega postopka natančnost ur, ki so medtem postale že zelo natančne. Napisal je še deli Elementa arithmetices in Algorithmus de integris. Zadnja je bila napisana kot učbenik o računanju in zelo razširjena ter večkrat ponatisnjena.
Skupaj z Regiomontanom sta ugotovila, da so astronomske tabele Alfonza X. Modrega za njun čas že precej nenatančne.
Leta 1515 je izšla njegova astrološka razprava.
Peurbach je izdelal več znanstvenih inštrumentov, med njimi regulo, geometrijski kvadrat in Jakobovo palico.